# ۱۰۵۸ (میلادی)

## رویدادها
- ۸ دسامبر: زمین‌لرزه زاگرس باختری – حمربن. به هنگام غروب ۱۸ شوال ۴۵۰ زمین‌لرزه‌ای که به گونه‌ای گسترده در زاگرس باختری حس شد آسیب چشمگیری به بار آورد و کسان بسیاری را کشت. جنبش‌های آهسته زمین در بغداد بیم و هراس پدید آورد و باعث فرو ریختن خانه‌های بسیاری شد. این لرزه نگرانی بزرگی در تکریت برانگیخت و تا عانه، موصل، همدان و واسط حس شد.

## درگذشتگان
- ۲۹ مارس - استفان نهم
- سلیمان ابن گبیرول
- ابوسعید بختیشوع